# Boophis sandrae
A Boophis sandrae a kétéltűek (Amphibia) osztályába, a békák (Anura) rendjébe és az aranybékafélék (Mantellidae) családjába tartozó faj. Nevét Sandra Nieto Románnak, David R. Vieites herpetológus feleségének tiszteletére kapta.

## Előfordulása
A faj Madagaszkár endemikus faja. A sziget délkeleti részén, a Ranomafana Nemzeti Parkban honos, 619–1152 m tengerszint feletti magasságban. Elterjedési területe 685 km², erősen fragmentált.

## Természetvédelmi helyzete
Populációjának mérete csökkenő tendenciát mutat. Fő veszélyt élőhelyének elvesztése jelenti számára a mezőgazdasági tevékenység, a fakitermelés, a faszéngyártás, az eukaliptusz invazív terjedése, az állattenyésztés, a rendszeres égetés, a szarvasmarha-legeltetés és az emberi települések növekedése miatt. 